# Styl submykeński
Styl submykeński – styl dekoracji ceramiki greckiej wytwarzanej w Wiekach Ciemnych. Nawiązuje do dekoracji ceramiki mykeńskiej, chociaż stosuje duże uproszczenia. Powtarzają się motywy koła, pasów okalających naczynie, linie faliste i szachownice. Brak jest natomiast motywów figuralnych.